# Heliophanus villosus
Heliophanus villosus är en spindelart som beskrevs av Wesolowska 1986. Heliophanus villosus ingår i släktet Heliophanus och familjen hoppspindlar. Inga underarter finns listade i Catalogue of Life.